# (7555) Venvolkov
(7555) Venvolkov (1981 SZ6) – planetoida z pasa głównego asteroid okrążająca Słońce w ciągu 3,6 lat w średniej odległości 2,35 j.a. Odkryta 28 września 1981 roku.